# Bell (Oklahoma)
Pour les articles homonymes, voir Bell.
Bell est une census-designated place du comté d'Adair, dans l'État d'Oklahoma, aux États-Unis,. En 2020, elle compte une population de 191 habitants.